# Озеро Святої Анни
Озеро Святої Анни (рум. Lacul Sfânta Ana, угор. Szent Anna-tó) — єдине в  Румунії вулканічне озеро, що знаходиться в кратері згаслого вулкана Чоматул (іноді його називають так само як і озеро — вулканом Святої Анни), поруч з курортом Туснад (жудець Харгіта).
Поверхня озера знаходиться на висоті 946 метрів. Озеро має майже ідеальну круглу форму, не рахуючи затоки на півночі. Довжина озера 620 м, ширина 460 м, а максимальна глибина близько семи метрів. Озеро поповнюється тільки талою водою і опадами, але при цьому дуже чисте. Навколо озера підносяться стінки кратера. Поруч з озером є католицька каплиця, присвячена  Святій Анні.

## Історія
Озеро почало утворюватися приблизно вісім тисяч років тому, коли вулкан Чоматул вгамувався. Спочатку озеро було сильно заболочене через танення льодовиків.
Під час античності і аж до середньовіччя рівень води в озері піднімався на 12 метрів через рясне танення снігу і льоду на вершині вулкана.
Взимку озеро промерзає на глибину до метра.

## Легенди
Про озеро є дві легенди:
- Жила колись дівчина Анна. Її батьки хотіли видати заміж за злого багатого юнака, але вона цього, природно не хотіла. Але ось все-таки батьки насильно видали заміж Анну за злого багача і Анна в першу ж шлюбну ніч втекла і втопилася в цьому, тоді ще безіменному, озері. Щоб спробувати полегшити її посмертну долю, місцеві жителі назвали озеро на честь небесної покровительки утопленої дівчинки.

- Жили колись два брати-тирани. У одного з них був замок на горі Пучіосул, а в іншого — в кратері вулкана Чоматул. У тирана з гори Пучіосул була прекрасна карета, яку він виграв в азартні ігри, і він нею хвалився перед своїм братом з вулкана. Тоді тиран з вулкана замовив собі ще красивішу карету. Знавіснілий тиран запряг у свою нову карету вісім прекрасних дівчат, і змусив їх тягти свою карету. Карета була важкою, і одна з дівчат на ім'я Анна, попросила Бога покарати тирана. Тоді почався страшний землетрус, пролунав оглушливий гуркіт, і замок тирана почав тонути в полум'ї, яке піднялося з-під землі. Тиран загинув, а на місці його знищеного замку в кратері з'явилося озеро.

Описана в легенді подія, що обрушилася на тирана як покарання, підозріло схожа на виверження. Якщо в цій легенді є хоч якась частка правди, це теоретично може означати, що останнє виверження вулкана Чоматул відбулося вже в ті часи, коли в Румунії з'явилася хоча б примітивна цивілізація.